# Joseph Chalier
Marie Joseph Chalier (Beaulard, 1747 – Lione, 17 luglio 1793) è stato un rivoluzionario francese.
Devoto all'estremismo giacobino, era oratore polemico, sostenuto dai miserabili, disprezzato dalla borghesia, pronunciava discorsi auspicanti misure di carattere sociale.

## Biografia
Joseph Chalier era figlio di un notaio di Beaulard. Novizio presso i domenicani, poi precettore, entrò infine al servizio di un negoziante di seta di Lione, per conto del quale percorse l'Europa mediterranea.
Nel 1789 aderì con entusiasmo agli ideali rivoluzionari. Il 14 luglio partecipò a Parigi alla presa della Bastiglia. Dopo di che si segnalò per i suoi articoli su Les Révolutions de Paris nel gennaio-febbraio 1790.
Tornato a Lione, prese parte ai moti dell'Arsenale. Dopo i violenti scioperi del 1786, Lione conobbe un periodo di sommosse popolari croniche. Il conservatorismo del patriziato favorì l'ascesa di Chalier. Alla testa di un movimento rappresentato da 6000 membri dei club di sezione (coordinati da un club centrale), divenne funzionario municipale nel novembre 1790, membro della Commissione per il commercio e l'industria, poi giudice presso il Tribunale del Commercio. Tuttavia, a causa della sua impetuosità durante le visite domiciliari, fu accusato di abuso di ufficio e sospeso dagli incarichi nel dicembre 1791: per questo si recò a Parigi per chiedere giustizia.
Il giorno della caduta del trono portò alla sostituzione degli amministratori del dipartimento di "Rhône-et-Loire" da parte dei repubblicani vicini a Jean-Marie Roland, mentre Chalier stava rientrando a Lione. Di fronte al municipio girondino, i partigiani di Chalier (chiamati les Chaliers) mobilitarono i sanculotti lionesi sulle rivendicazioni sociali: abolizione del commercio privato del grano, nazionalizzazione dei mulini, amministrazione dei mezzi di sussistenza da parte dello Stato, salario minimo giornaliero per i tessili della seta.
A partire dal novembre 1792, al momento delle elezioni municipali, egli assunse il controllo del Club centrale e di molte assemblee elettorali, arrivando in testa ai candidati alla carica di sindaco e il suo rivale girondino, Nivière-Chol, dovette alla mobilitazione dei borghesi girondini e dei foglianti la vittoria sul rivale. Molti seguaci di Chalier tuttavia ottennero seggi municipali e Chalier stesso ebbe il posto di Presidente del Tribunale distrettuale, che egli tentò di trasformare in tribunale rivoluzionario.
Nei suoi discorsi Chalier adottò il tono profetico e la retorica vendicativa di Marat.
Sottoposta alla pressione degli Chaliers, la municipalità dovette accettare progressivamente l'adozione di misure di ordine sociale.
Il 6 febbraio 1793, il Club centrale organizzò una riunione segreta nel corso della quale pare fosse stata decisa l'organizzazione di una giornata rivoluzionaria volta ad occupare il municipio di Lione ed a mandare i rolandini di fronte al tribunale. Informato del complotto, Nivière-Chol provocò la crisi dimettendosi e fu così rieletto trionfalmente il 18 febbraio con l'80 % dei suffragi, ma, di fronte al nuovo peso assunto dai realisti, finì col ritirarsi. Allarmata per il saccheggio del Club centrale, la Convenzione nazionale inviò tre commissari montagnardi, Rovère, Legendre e Basire, che favorirono l'elezione di Antoine-Marie Bertrand, un amico di Chalier, l'8 marzo.
Liberi infine di agire a piacer loro, gli Chaliers moltiplicarono le decisioni estremiste e si trovarono presto molto impopolari. Sotto le loro pressioni, che rafforzarono i legami con il Club dei Giacobini e stabilirono un comitato di salute pubblica del dipartimento Rhône-et-Loire, fu istituita un'armata rivoluzionaria (1793) e rafforzato il Club centrale.
Da parte loro i moderati riempirono le assemblee di sezione e presero, da aprile, il controllo di 22 comitati di sorveglianza e di 14 club di sezione. I loro progressi furono favoriti dall'incapacità degli Chaliers di migliorare la situazione sociale e il peso delle tasse istituite per equipaggiare l'armata rivoluzionaria.
Il 2 maggio 1793, 23 delle 32 sezioni marciarono sul municipio. La manifestazione divenne moto e il 30 maggio Chalier e i suoi partigiani furono arrestati e l'attività municipale sospesa.
Questi eventi ebbero luogo in controtendenza con la situazione parigina: il 31 maggio e il 2 giugno 1793, allorché i girondini caddero a Parigi, Lione si considererà autonoma. Fu creata una municipalità provvisoria, che cacciò gli inviati della Convenzione e fece processare Chalier. Questi fu giustiziato il 17 luglio sulla place des Terreaux. La mannaia, manovrata da mani inesperte, dovette cadere tre volte e il boia dovette completare la decapitazione a colpi di coltello.
L'annuncio di questa esecuzione provocò la rottura fra Lione e la Convenzione e accentuò il carattere controrivoluzionario della rivolta lionese. La Convenzione decretò l'assedio di Lione, elevando Chalier allo stato di martire della Repubblica, di fianco a Lepeletier de Saint-Fargeau e Marat.